# Pyramidella adamsi
Pyramidella adamsi är en snäckart som först beskrevs av Carpenter 1864.  Pyramidella adamsi ingår i släktet Pyramidella och familjen Pyramidellidae. Inga underarter finns listade i Catalogue of Life.